# لشکر آکوئی
لشکر آکوئی (انگلیسی: Division "Acqui") یکی از سه لشکر فعال در نیروی زمینی ایتالیا است. این لشکر، فرماندهی عملیات نیروهای زمینی است، که برای عملیات خارج از منطقه مورد استفاده قرار می‌گیرد. ستاد فرماندهی و پادگان لشکر آکوئی در شهر کاپوا در استان کازرتا مستقر است و به فرماندهی نیروهای عملیاتی زمینی اختصاص دارد. این لشکر نام و سنت لشکر ۳۳ پیاده "آکوئی" ارتش سلطنتی ایتالیا در جنگ جهانی دوم و تیپ موتوریزه "آکوئی" ارتش ایتالیا در جنگ سرد را ادامه می‌دهد.
در سال ۲۰۰۲ ارتش ایتالیا تصمیم گرفت سه فرماندهی لشکر تشکیل دهد که یکی از این سه لشکر همیشه آماده اعزام به ماموریت‌های ناتو باشد. ارتش تصمیم گرفت که هر یک از این سه لشکر، سنت‌های یکی از لشکرهایی را که در جنگ جهانی دوم با افتخار خدمت کرده بودند، ادامه دهند. بنابراین، در ۳۱ دسامبر ۲۰۰۲، لشکر سوم ایتالیا در سان جورجو آکرمانو به فرماندهی لشکر آکوئی تغییر نام داد.